# Ходори
Ходори́ (кор. 호돌이) был официальным талисманом Летних олимпийских игр в Сеуле.
В качестве талисмана олимпиады был выбран амурский тигр, стилизованный Ким Хюном и олицетворяющий дружественность и традиции гостеприимства корейского народа. Имя Ходори было выбрано из 2295 предложений, полученных из всех уголков планеты. «Хо» на корейском — «тигр», а «дори» — уменьшительная форма для слова «мальчик».